# Omega-oxidace
Omega-oxidace (ω-oxidace) je alternativní způsob oxidace mastných kyselin, odlišný od mnohem známější beta-oxidace. Z označení je patrné, že dochází k oxidaci na uhlíku ω (tedy na „posledním uhlíku“) místo běžné oxidace na β-uhlíku. V typickém případě se jedná o velmi minoritní dráhu pro oxidaci středně dlouhých mastných kyselin (o délce 10–12 uhlíků), do popředí se ω-oxidace dostává tehdy, když je β-oxidace narušena. U obratlovců se enzymy pro ω-oxidaci nachází převážně v endoplazmatickém retikulu jaterních a ledvinových buněk.
Reakce ω-oxidace se dají shrnout do tří kroků:
| Typ reakce  | Enzym                      | Popis | Reakce |
| Hydroxylace | oxidáza se smíšenou funkcí | V prvním kroku dochází k vložení hydroxylové skupiny na ω-uhlík. Kyslík v tomto hydroxylu pochází z molekulárního kyslíku a dostává se tam v složité reakci, jíž se účastní cytochrom P450 a NADPH. |        |
| oxidace     | alkoholdehydrogenáza       | V dalším kroku se hydroxylová skupina oxiduje na karbonylovou (pomocí NAD+) |        |
| oxidace     | aldehyddehydrogenáza       | V třetím kroku se karbonylová skupina oxiduje na karboxylovou skupinu (opět pomocí NAD+). Vzniká mastná kyselina s karboxylem na obou koncích.                                                      |        |

Po dokončení těchto tří kroků může být mastná kyselina například připojena (jakýmkoliv koncem) na koenzym A. Následně může sloučenina vstoupit do mitochondrie a podstoupit beta-oxidaci. Obvyklým produktem beta-oxidace takové mastné kyseliny je např. sukcinát, který může vstoupit do Krebsova cyklu, a kyselina adipová.